# Punta Colorada
Punta Colorada est une commune et une station balnéaire de l'Uruguay située dans le département de Maldonado. Sa population est de 62 habitants.

## Population
| Année | Population |
| ----- | ---------- |
| 1963  | 56         |
| 1975  | 75         |
| 1985  | 38         |
| 1996  | 63         |
| 2004  | 62         |

,